# 喜多市松
喜多 市松（きた いちまつ、1893年8月23日 - 1986年9月25日）は、日本の経営者。大阪府出身。

## 経歴
1914年に旅順工科学堂電気工学科を卒業し、1917年に京阪電気鉄道に入社。1942年に取締役に就任し、同年から1年間社長を務めた。
1986年9月25日老衰のために死去。93歳没。